# Plaza Francia (Caracas)
La plaza Francia (o plaza Altamira, como es llamada alternativamente) es una plaza ubicada en la urbanización Altamira al este de la ciudad de Caracas. Administrativamente hace parte de la parroquia Chacao en el Municipio Chacao del Estado Miranda, al centro norte de Venezuela.

## Historia
Fue diseñada por Arthur Kahn, el arquitecto del edificio Altamira de la plaza Francia quien llegó a Venezuela en julio de 1942, venezolano por nacionalización, con casi 70 años de residencia en el país. Nació en Estambul, Turquía, el 10 de octubre de 1910. Fue construida por el urbanista Luis Roche, uno de los mayores constructores de entonces, dentro del Proyecto de la urbanización Altamira, sector acomodado del municipio Chacao del estado Miranda. 

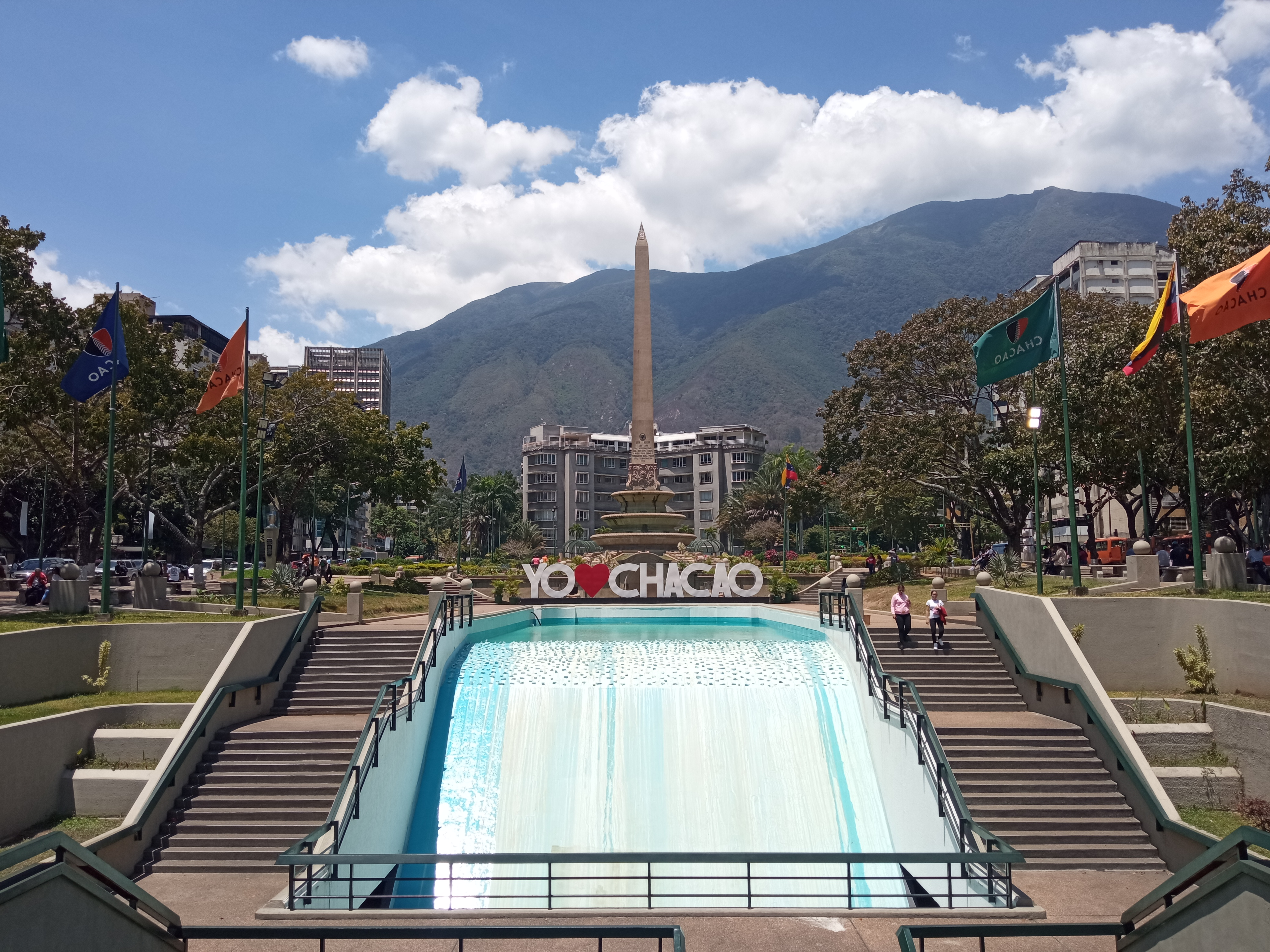
plaza Francia, llamada popularmente como plaza Altamira.

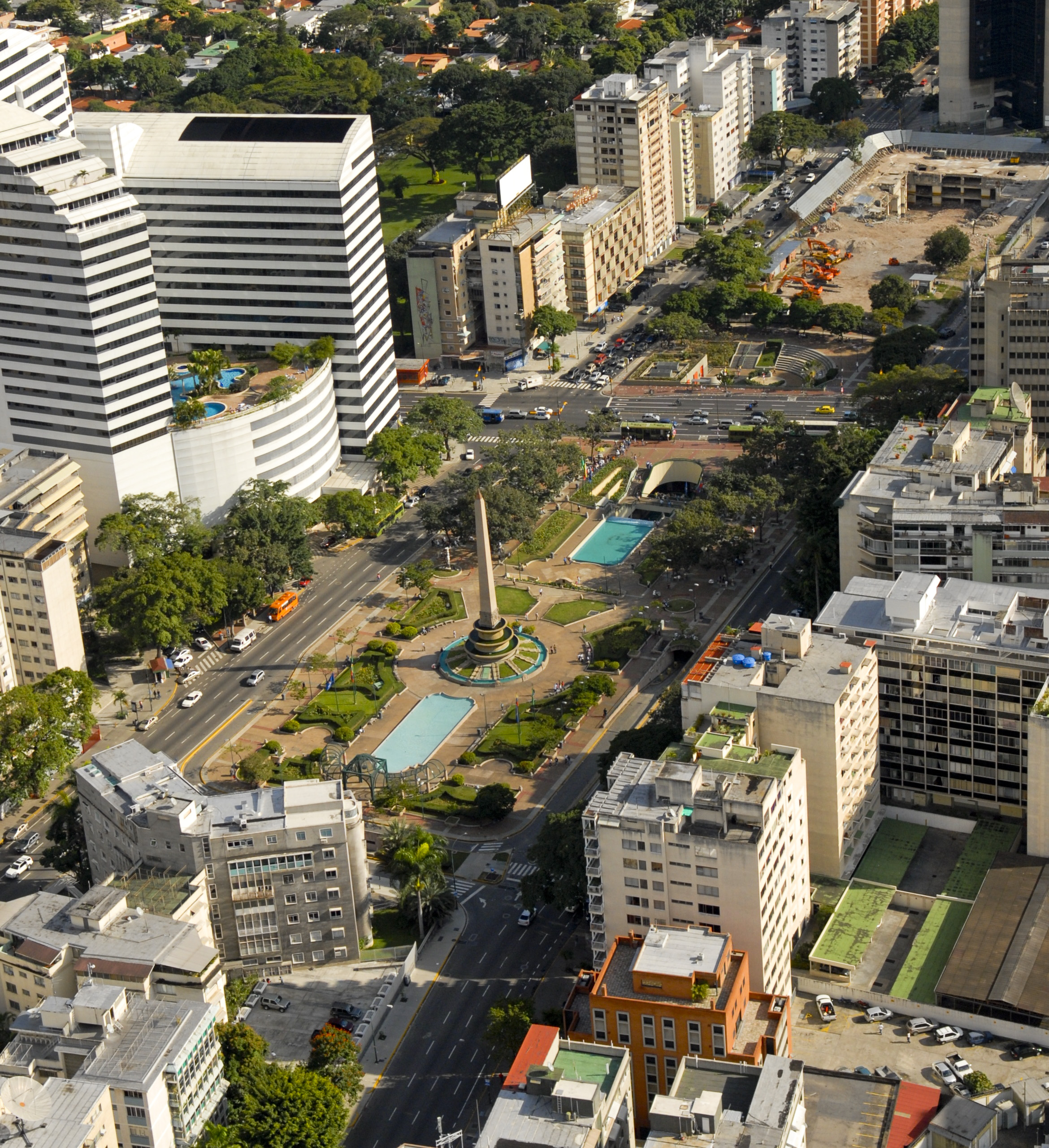
Vista aérea de la Plaza Altamira de Chacao.

Fue construida a principio de la década de 1940 e inaugurada el 11 de agosto de 1945 con el nombre de "Plaza Altamira". Posteriormente su nombre cambió a Plaza Francia luego de un convenio entre las ciudades de Caracas y París para tener una plaza Francia en Caracas y una Plaza Venezuela en París.
Destaca en la Plaza, el Obelisco de Altamira, símbolo del Municipio Chacao, el Espejo de Agua y una fuente que cae hacia el fondo de la plaza que se ha convertido en un pequeño centro comercial y la principal salida del Metro de Caracas en la Estación Altamira.
Antes de 1940, la zona de Altamira era una hacienda agrícola llamada El Paraíso, de 110 hectáreas, con las grandes quebradas cristalinas Pajaritos, Quebrada Seca y Quintero o quebrada de Chacao, afluentes del río Guaire, que descendían de norte a sur desde la montaña que limita al norte la ciudad de Caracas llamada el Cerro el Ávila.
La plaza Altamira fue concebida como centro de atracción hacia esta nueva urbanización. Por tres de sus lados pasan grandes avenidas (Sur: Av. Fco. de Miranda / Este: Av. Luis Roche / Oeste: Av. San Juan Bosco). 
Cabe señalar que su obelisco fue en su momento la construcción más alta de la ciudad.

### Paro petrolero
A mediados de agosto de 2002, un grupo de militares activos y retirados que habían estado implicados en el golpe de abril se pronunciaron en contra del gobierno en la plaza Altamira en un alzamiento no armado. más militares se unieron a la protesta hasta alcanzar a unos 120 oficiales. Fue ampliamente apoyada por miles de simpatizantes, por políticos de la oposición y hasta por celebridades, que mantenían la plaza llena a toda hora.
La plaza Francia se había convertido en el principal punto de encuentro de la oposición y miles de personas se reunían allí día a día para escuchar a los más de cien militares activos que se habían pronunciado en contra del gobierno y brindaban discursos en esa plaza, junto a destacados líderes de partidos de oposición, artistas, empresarios y personalidades que se presentaban allí todos los días a motivar a los manifestantes. Equipos de televisión de los canales privados transmitían en directo reseñando todo lo que ocurría.

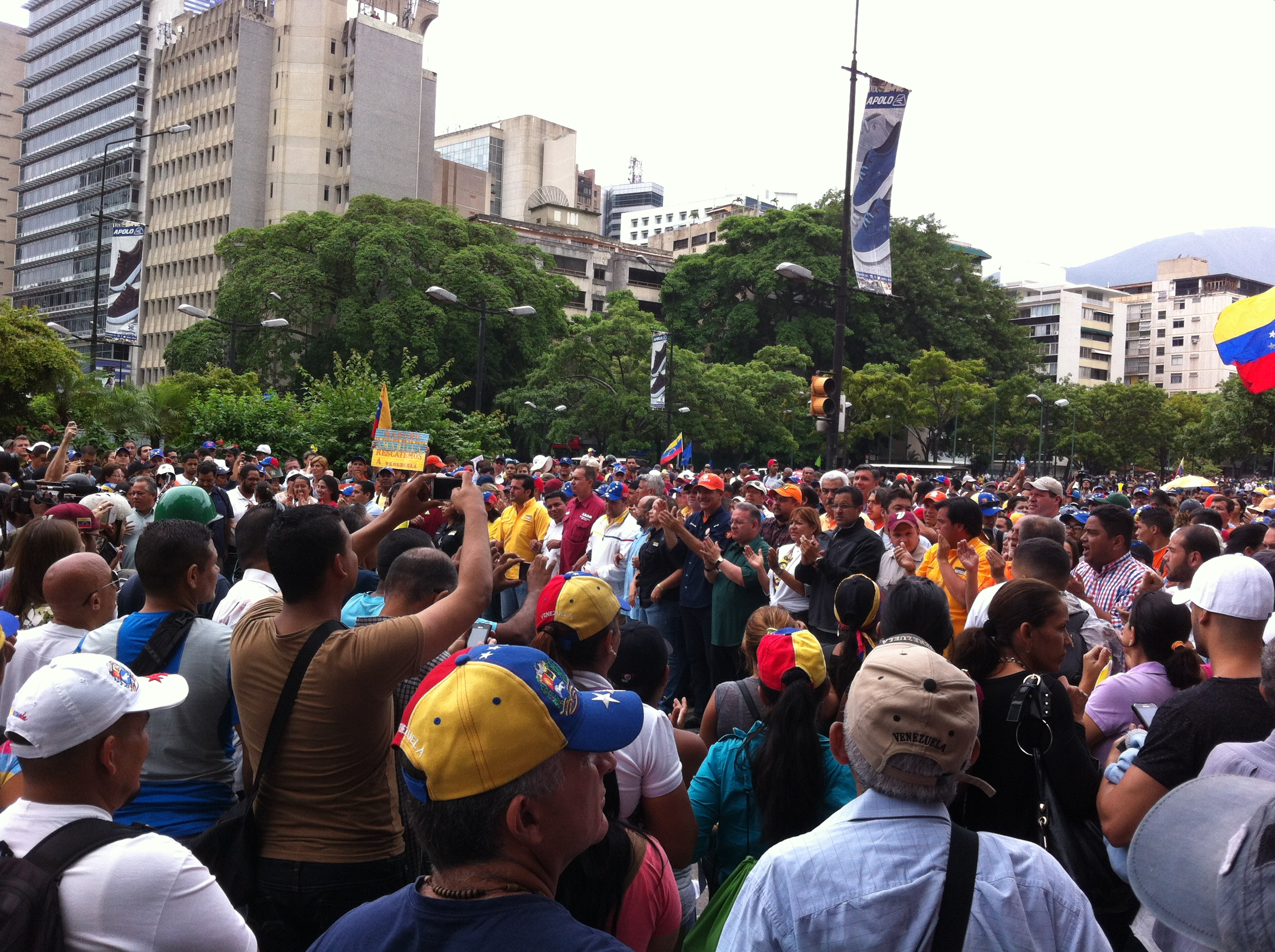
Manifestación en la plaza Altamira en contra del gobierno nacional, mayo de 2017.

La noche del 6 de diciembre, aproximadamente a las nueve de la noche, un nutrido grupo de personas estaban presentes en la plaza cuando, súbitamente, un grupo de  número indeterminado de pistoleros y francotiradores, presumiblemente tres, realizó más de veinte disparos contra el grupo de manifestantes. El autor de los disparos, un individuo llamado João de Gouveia, fue capturado de inmediato gracias a una acción conjunta entre manifestantes y policías. Las protestas opositoras se intensificaron debido a los incidentes en la plaza. Ingresaron sembrando el caos y la confusión dispararon contra la concentración muriendo tres personas e hiriendo unas 25 personas

### Protestas de 2017
La plaza Altamira fue punto de encuentro y epicentro de protestas en las manifestaciones que comenzaron en el mes de abril luego de que el tribunal supremo de justicia emitiera sentencias contra de la asamblea nacional. Parte de población estudiantil  tomó las calles protestando por lo sucedido.

## Galería

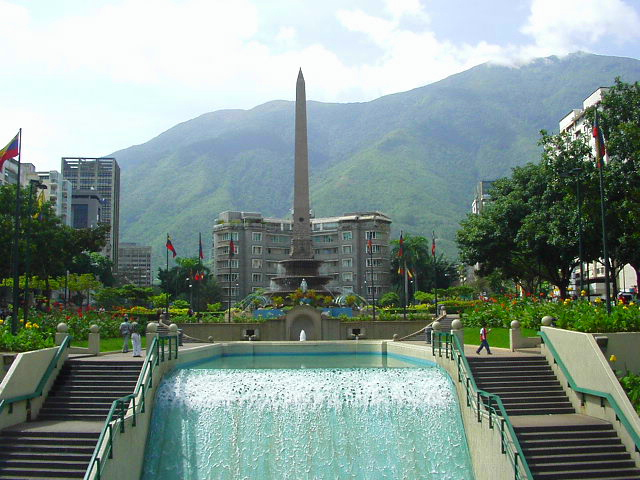
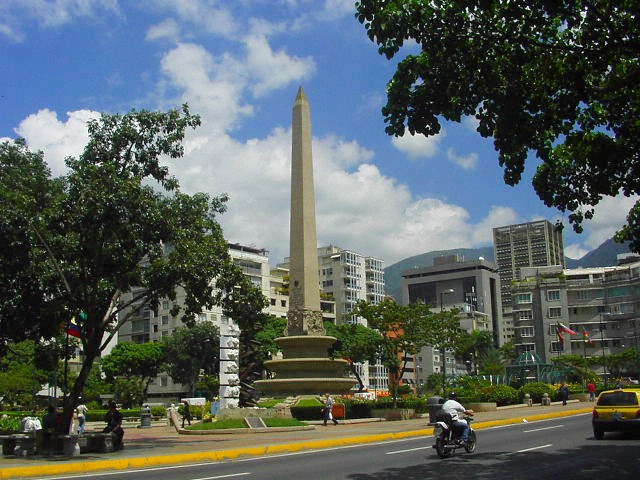
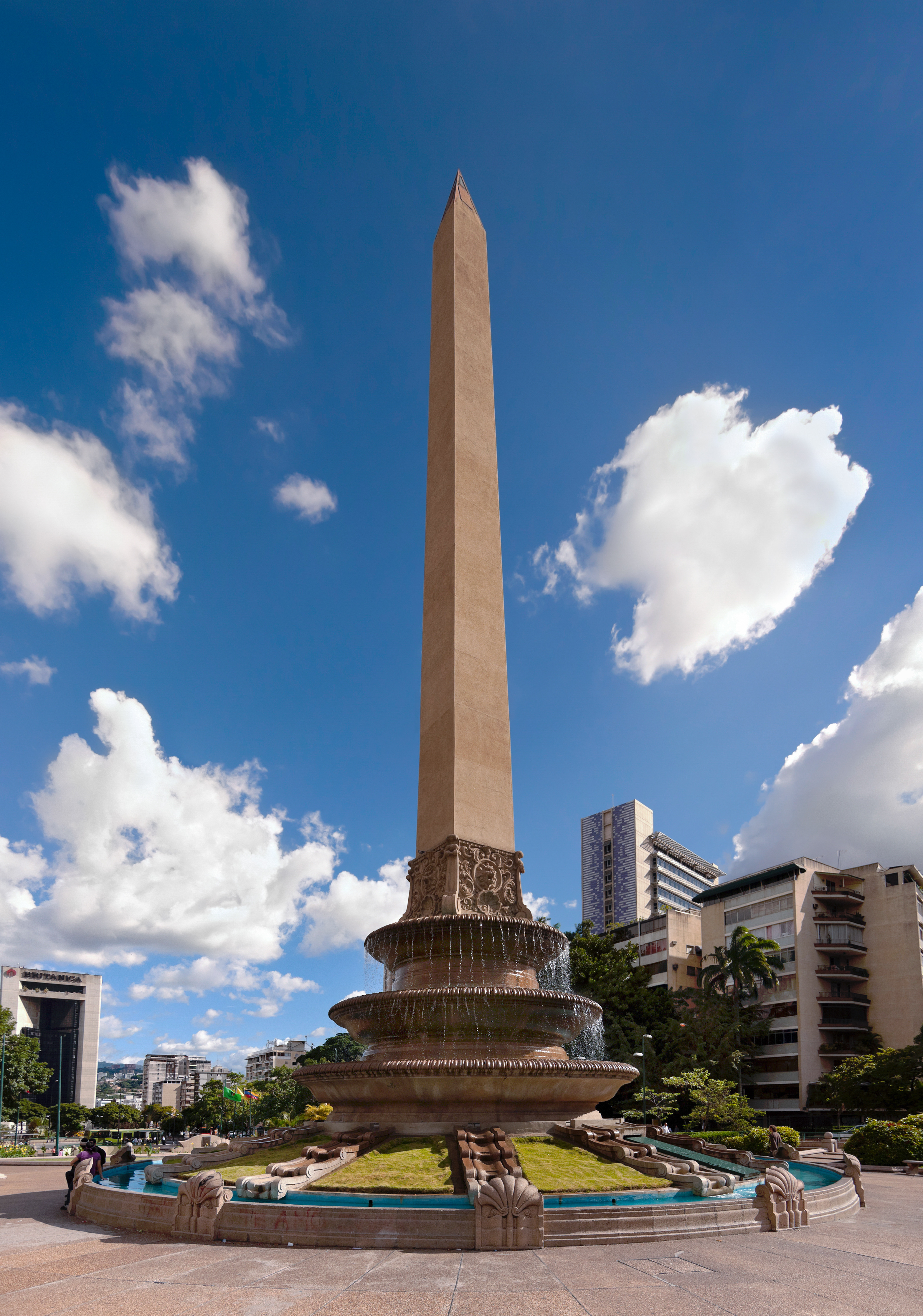
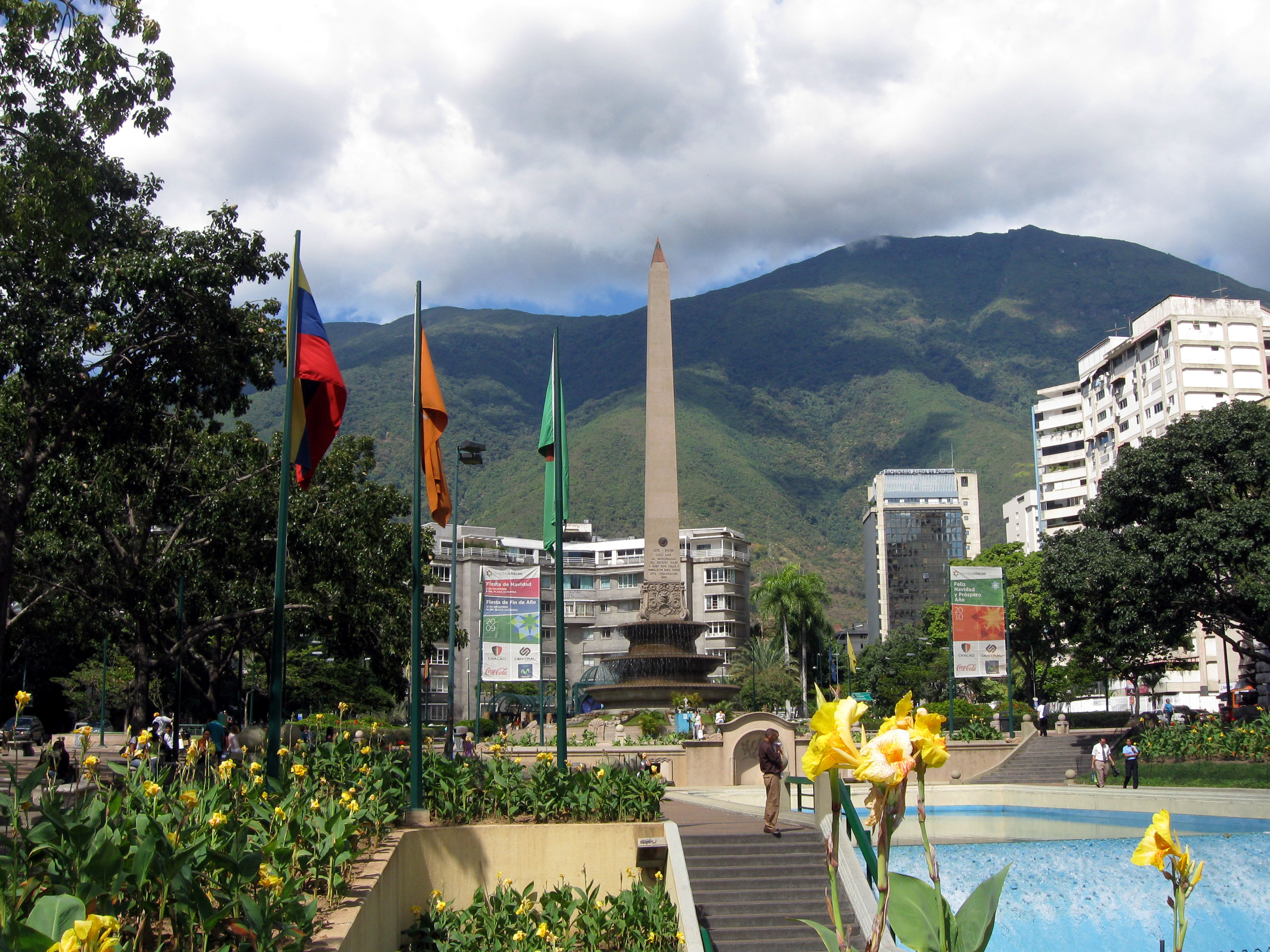